# Marketing strategico
Il marketing strategico si basa sull'analisi dei bisogni degli individui e delle organizzazioni.
Questo primo aspetto del processo di marketing riguarda anzitutto l'individuazione, all'interno del mercato di riferimento, dei prodotti-mercato e dei segmenti già esistenti o potenziali.
Di questi il marketing strategico misura l'attrattività in termini quantitativi, qualitativi (con riferimento all'accessibilità al mercato) e dinamici (con riferimento alla durata economica che è rappresentata dal ciclo di vita del prodotto).
Tali operazioni consentono di scegliere una strategia di sviluppo che colga le opportunità esistenti sul mercato (rappresentate sostanzialmente da bisogni insoddisfatti) e che tenga conto delle risorse e competenze dell'impresa, offrendo alla stessa un potenziale di crescita e di redditività attraverso l'acquisizione e il mantenimento di un vantaggio competitivo. Come completamento a queste operazioni, si è assistito all'emergere di un'ulteriore componente di fondamentale importanza: il web marketing strategico. Questa disciplina si avvale in maniera profonda e creativa degli strumenti online, al fine di ottimizzare la strategia di posizionamento sul web e conseguire risultati ancora più incisivi.
Marketing strategico e gestione dell'innovazione sono due attività particolarmente interrelate. Per creare un team d'innovazione all'interno di un contesto aziendale, è necessario che questo sia correttamente amalgamato con altre funzioni aziendali, che vanno dal marketing strategico al team di ricerca e sviluppo a seconda delle finalità e dei compiti che lo stesso team deve portare a termine.
La figura di un Chief Marketing Officer (CMO) che inglobi sotto di sé un Innovation Team o singoli Product Manager, valutati anche sulla capacità d'innovazione e di creazione di nuove feature, è la soluzione capace di garantire i migliori risultati.
Alcuni dei più grandi e riconosciuti esperti mondiali di marketing strategico sono per esempio Michael Porter, Al Ries e Jack Trout.

## L’evoluzione del marketing strategico
Il concetto di marketing strategico ha radici profonde che risalgono al tardo XIX secolo, con le prime forme di budgeting control, noto anche come gestione scientifica, un'idea promossa da pensatori come Frederick Winslow Taylor, Frank e Lillian Gilbreth, Henry L. Gantt e Harrington Emerson. Questo approccio era caratterizzato dall'accento sulla quantificazione e la modellazione scientifica, con l'obiettivo di ridurre il lavoro alle unità più piccole possibili e assegnarlo a specialisti. Inoltre, si proponeva di esercitare il controllo attraverso gerarchie manageriali rigide, standardizzare gli input per ridurre variazioni e difetti, e controllare i costi utilizzando metodi di previsione quantitativi per prevedere eventuali cambiamenti.
Successivamente, a partire dagli anni '50, si è sviluppata l'idea di pianificazione a lungo termine, con Herbert A. Simon come figura chiave. Questo approccio manageriale mirava a anticipare la crescita e gestire le operazioni in un mondo aziendale sempre più complesso.
Negli anni '60, con l'avvento della pianificazione strategica, promossa da pensatori come Michael Porter, si è assistito a una nuova fase nell'evoluzione del management. Secondo questa prospettiva, le organizzazioni devono individuare la giusta posizione all'interno di una struttura industriale; l'vantaggio deriva dalla concentrazione industriale e dal potere di mercato; le imprese dovrebbero cercare di raggiungere un monopolio o un quasi-monopolio; le imprese di successo dovrebbero essere in grado di erigere barriere all'ingresso.
Tuttavia, è stato solo a partire dai tardi anni '70 che il concetto di marketing strategico management ha iniziato a prendere forma, grazie a pensatori come R. Buzzell e B. Gale. Questo approccio riconosceva che ogni impresa è unica e non esiste una formula universale per ottenere un vantaggio competitivo; le imprese dovrebbero adottare un processo flessibile di pianificazione e revisione che miri a gestire le sorprese strategiche e le minacce in rapida evoluzione; il focus della gestione è su come offrire un valore superiore ai clienti; sottolinea il ruolo chiave del marketing come il collegamento tra i clienti e l'organizzazione.
Infine, negli anni '90 è emersa la visione basata sulle risorse (resource-based view), con pensatori come Jay B. Barney, George S. Day, Gary Hamel, Shelby D. Hunt, G. Hooley e C.K. Prahalad. Secondo questa prospettiva, le risorse dell'azienda sono finanziarie, legali, umane, organizzative, informative e relazionali; le risorse sono eterogenee e imperfettamente mobili, e il compito chiave della gestione è comprendere e organizzare le risorse per ottenere un vantaggio competitivo sostenibile
.

## Approcci contemporanei

### Approccio di Porter
L'approccio di Porter, sviluppato da Michael Porter nel 1980, si concentra sulla formulazione di strategie che mirano a posizionarsi in modo difendibile all'interno di un settore o di un'industria. Secondo Porter, le strategie generiche si suddividono in tre categorie principali:
- Leadership nei costi: l'azienda mira al mercato di massa e cerca di essere il produttore a più basso costo nel mercato.
- Differenziazione: l'azienda mira al mercato di massa e cerca di mantenere punti unici di differenza del prodotto, percepiti come desiderabili dai clienti e per i quali sono disposti a pagare prezzi premium.
- Focalizzazione: l'azienda non compete direttamente con altre, ma seleziona un mercato di nicchia e concentra i propri sforzi nel soddisfare le esigenze di quel segmento.

#### Critiche all'approccio di Porter
Nonostante la popolarità dell'approccio di Porter, ha ricevuto diverse critiche. Alcuni studiosi sostengono che le aziende possono adottare una strategia ibrida con successo, combinando posizioni a basso costo e differenziate simultaneamente. Inoltre, l'analisi di Porter è stata considerata troppo semplicistica e le scelte strategiche troppo prescrittive.

### Visione basata sulle risorse (RBV)
La visione basata sulle risorse (resource-based view)', emersa negli anni '90, si concentra sulle risorse interne dell'organizzazione come mezzo per ottenere un vantaggio competitivo. Secondo questa prospettiva, le aziende devono sviluppare competenze centrali uniche, specifiche dell'azienda, che consentano loro di superare i concorrenti facendo cose in modo diverso e in modo superiore.

### Strategie di Crescita
La crescita di un'azienda è cruciale per il suo successo. L'Ansoff Product/market Growth Matrix  identifica quattro strategie specifiche di crescita: penetrazione di mercato, sviluppo di prodotto, sviluppo di mercato e diversificazione:
- La penetrazione di mercato coinvolge la vendita di prodotti esistenti ai consumatori esistenti.
- Lo sviluppo di prodotto è l'introduzione di un nuovo prodotto ai clienti esistenti.
- Lo sviluppo di mercato coinvolge la vendita di prodotti esistenti a nuovi clienti per identificare e costruire una nuova base clienti.
- La diversificazione è la vendita di un nuovo prodotto a un nuovo mercato.

### Integrazione Orizzontale e Verticale
L'integrazione orizzontale e verticale sono strategie utilizzate dalle aziende per espandersi. L'integrazione orizzontale amplia la base di conoscenze dell'azienda, mentre l'integrazione verticale coinvolge il controllo della catena di produzione da parte di un'azienda.

### Il Marketing Scientifico
Il marketing scientifico è un approccio metodologico al marketing che si fonda sull’utilizzo sistematico di dati, analisi e sperimentazione per guidare le decisioni strategiche e operative. Questo metodo si distingue per il rigore nell’osservazione dei fenomeni di mercato e per la volontà di ridurre l’incertezza attraverso la misurazione e la verifica continua dei risultati.
Principi Fondamentali
- Osservazione e raccolta dati: il processo inizia con la raccolta di dati quantitativi e qualitativi riguardanti mercato, clienti, concorrenti e performance delle attività digitali.

- Analisi critica: i dati raccolti vengono analizzati con strumenti statistici e modelli interpretativi per individuare pattern, opportunità e criticità, cercando di distinguere tra causalità e semplice correlazione.

- Sperimentazione: le ipotesi vengono testate attraverso esperimenti controllati (come A/B test o test multivariati), con l’obiettivo di validare le strategie su scala ridotta prima di applicarle su larga scala.

- Misurazione e trasparenza: ogni attività è monitorata tramite indicatori di performance (KPI) chiari e condivisi, privilegiando metriche che riflettano effettivamente il valore generato per il business.

- Iterazione e apprendimento: il marketing scientifico è un processo ciclico: i risultati ottenuti vengono utilizzati per affinare le strategie, correggere eventuali errori e favorire un miglioramento continuo.

Impatti sul Lavoro e sulle Organizzazioni
- Decisioni basate su evidenze: le scelte strategiche sono guidate da dati oggettivi, superando opinioni personali o tendenze momentanee.

- Riduzione del rischio: la sperimentazione su piccola scala permette di limitare gli investimenti errati e di ottimizzare le risorse.

- Orientamento al risultato: l’obiettivo principale è la generazione di valore misurabile, piuttosto che la semplice esecuzione di attività.

- Trasparenza: la condivisione dei dati e dei risultati favorisce la fiducia e la consapevolezza tra i diversi stakeholder.

Contesto Attuale
In un contesto caratterizzato da crescente complessità, evoluzione rapida dei mercati e globalizzazione della concorrenza, il marketing scientifico rappresenta una risposta strutturata per affrontare l’incertezza e migliorare l’efficacia delle strategie aziendali. L’approccio scientifico consente alle organizzazioni di adattarsi rapidamente ai cambiamenti, anticipare i trend e prendere decisioni più consapevoli.